# Museum Aldeboarn
 Museum Aldeboarn is een cultuurhistorisch streekmuseum in Oldeboorn in de Nederlandse provincie Friesland. Het museum is gevestigd in de voormalige waag van Oldeboorn aan de Waechstege en de rivier de Boorne. 

## Geschiedenis
Het museum is sinds 1986 gevestigd in de voormalige waag. Het museum was voorheen bekend als Aldheidskeamer Uldrik Bottema en was alleen geopend op aanvraag. In 2025 kreeg het de nieuwe naam. Het museum is geopend op aanvraag en in juli-september geopend op donderdag-zaterdag vanaf 13.00 uur.

## Collectie
Het museum vertelt over de geschiedenis van het dorp. Er is een wand met 24 diorama's waarin ambachten in het dorp uit 1864 zijn uitgebeeld. Ook is er het ganzenroer uit de roman It guozzeroer (2001) van de schrijver Rink van der Velde.
Er is speciale aandacht voor de volgende personen:
- Jancko Douwama (1482-1533), Friese vrijheidstrijder
- Franciscus Holkema (1841-1870), bioloog
- Klaas Bisschop van Tuinen (1840-1905), bioloog
- Paulus Folkertsma (1901-1972), onderwijzer en componist